# Едуар Валері
Едуар Валері́ (фр. Édouard Valéry — учасник Французького руху Опору.

## З біографії
Народився 29 лютого 1924 року в Ла-Кокій (Дордонь). Був учасником Французького руху Опору. Його брат Анрі також був учасником Опору.
У Коррезі, де він організував групу Грандельської політичної операції та брав участь у кількох актах саботажу. Його було призначено керівником відділу Коррезської політичної операції з березня (або січня) по травень 1944 року. Його направили до Дордоні політичним офіцером, і він залишався на цій посаді до серпня.
Під час Визволення він очолював штаб-квартиру 1-ї FFI в Дордоні у званні майора. 24 серпня 1944 року в Періге відбувся парад визволення, в якому він брав участь разом з багатьма іншими бійцями опору, включаючи Іва Перона, Роже Рану, відомого як Еркюль, Жака Пуар'є (SOE) та Андре Урбановича, відомого як «Дубльметр».
Помер 15 вересня 2010 року в Сарлі-ла-Канеда.